# شهرستان لبدین
شهرستان لبدین (به لاتین: Lebedyn Raion) یک شهرستان در اوکراین است که در استان سومی واقع شده‌است. شهرستان لبدین ۱٬۷۰۰ کیلومتر مربع مساحت و ۱۹٬۸۰۲ نفر جمعیت دارد.